# И-цзун (император Западного Ся)
И-цзун (кит. упр. 毅宗, пиньинь Yizong), личное имя Ли Лянцзо (кит. упр. 李諒祚, пиньинь Lǐ Liangzuo) — второй император Западного Ся (1048—1068).
После смерти своего отца в 1048 году, И-цзун вступил на престол в возрасте одного года, фактическая власть перешла в руки его матери, вдовствующей императрицы Моцзан. В 1049 году династия Ляо напала на Западное Ся и вынудила ее стать вассальным государством.
В 1056 году вдовствующая императрица была убита, и регентом стал дядя И-цзуна, Мозан Эпан (沒藏訛龐).
В 1061 году Эпан организовал неудачный против императора: И-цзун раскрыл дядю и его странников, в том числе и свою жену, которая была дочерью Эпана. После этого И-цзун стал полноправным правителем, женился на своей любовнице Лян, которая была женой сына Эпана.
И-цзун улучшил административную систему. Он сделал армию более боеспособной. В 1062 году были изменены названия военных округов. Ицзун начал нападать на династию Сун и совершал набеги на их границы. Покорив тибетских правителей, расширил империю на запад. Он также вынудил лидера турфанов сдаться. В последующие годы И-цзун начал налаживать дипломатические отношения с династиями Сун и Ляо. Он скончался в январе 1068 году от раны полученной во время сражения. Рана долго не заживала, что привело к развитию гангрены.